# Washington Open 2005 - Qualificazioni singolare
Le qualificazioni del singolare al Washington Open 2005 sono state un torneo di tennis preliminare per accedere alla fase finale della manifestazione. I vincitori dell'ultimo turno sono entrati di diritto nel tabellone principale. In caso di ritiro di uno o più giocatori aventi diritto a questi sono subentrati i lucky loser, ossia i giocatori che hanno perso nell'ultimo turno ma che avevano una classifica più alta rispetto agli altri partecipanti che avevano comunque perso nel turno finale.
Le qualificazioni del torneo Washington Open 2005 prevedevano 32 partecipanti di cui 4 sono entrati nel tabellone principale.

## Teste di serie
1. Ivo Heuberger (Qualificato)
2. Jamie Delgado (ultimo turno)
3. Nathan Healey (Qualificato)
4. Sébastien de Chaunac (ultimo turno)

1. Robert Smeets (Qualificato)
2. Richard Bloomfield (ultimo turno)
3. Horia Tecău (primo turno)
4. Rohan Bopanna (secondo turno)

## Qualificati
1. Ivo Heuberger
2. Phillip Simmonds

1. Nathan Healey
2. Robert Smeets

## Tabellone

### Legenda
| - Q = Qualificato - WC = Wild card - LL = Lucky loser | - ALT = Alternate - SE = Special Exempt - PR = Protected Ranking | - w/o = Walkover - r = Ritirato - d = Squalificato |

### Sezione 1
|  | Primo turno         | Primo turno         | Primo turno         | Primo turno | Primo turno |  |  | Secondo turno | Secondo turno       | Secondo turno       | Secondo turno      | Secondo turno |   |   | Ultimo turno | Ultimo turno  | Ultimo turno | Ultimo turno | Ultimo turno |  |
|  |                     |                     |                     |             |             |  |  |               |                     |                     |                    |               |   |   |              |               |              |              |              |  |
|  |                     |                     |                     |             |             |  |  |               |                     |                     |                    |               |   |   |              |               |              |              |              |  |
|  |                     |                     |                     |             |             |  |  | 1             | Ivo Heuberger       | Ivo Heuberger       | 6                  | 7             |   |   |              |               |              |              |              |  |
|  | Izak Van Der Merwe  | Izak Van Der Merwe  | 6                   | 3           | 7           |  |  |               | Izak Van Der Merwe  | Izak Van Der Merwe  | 4                  | 68            |   |   |              |               |              |              |              |  |
|  | Toshiaki Sakai      | Toshiaki Sakai      | 3                   | 6           | 5           |  |  |               |                     |                     |                    |               |   |   | 1            | Ivo Heuberger | 6            | 5            | 6            |  |
|  | Mashiska Washington | Mashiska Washington | Mashiska Washington | 6           | 6           |  |  |               |                     | 6                   | Richard Bloomfield | 4             | 7 | 4 |              |               |              |              |              |  |
|  | Attila Bucko        | Attila Bucko        | Attila Bucko        | 3           | 4           |  |  |               | Mashiska Washington | Mashiska Washington | 4                  | 5             |   |   |              |               |              |              |              |  |
|  |                     |                     |                     |             |             |  |  | 6             | Richard Bloomfield  | Richard Bloomfield  | 6                  | 7             |   |   |              |               |              |              |              |  |
|  |                     |                     |                     |             |             |  |  |               |                     |                     |                    |               |   |   |              |               |              |              |              |  |

### Sezione 2
|  | Primo turno       | Primo turno       | Primo turno       | Primo turno | Primo turno |  |  | Secondo turno | Secondo turno    | Secondo turno    | Secondo turno    | Secondo turno |   |   | Ultimo turno | Ultimo turno  | Ultimo turno | Ultimo turno | Ultimo turno |  |
|  |                   |                   |                   |             |             |  |  |               |                  |                  |                  |               |   |   |              |               |              |              |              |  |
|  |                   |                   |                   |             |             |  |  |               |                  |                  |                  |               |   |   |              |               |              |              |              |  |
|  |                   |                   |                   |             |             |  |  | 2             | Jamie Delgado    | 2                | 7                | 6             |   |   |              |               |              |              |              |  |
|  | David Martin      | David Martin      | 1                 | 6           | 6           |  |  |               | David Martin     | 6                | 5                | 3             |   |   |              |               |              |              |              |  |
|  | Matthew Scott     | Matthew Scott     | 6                 | 2           | 2           |  |  |               |                  |                  |                  |               |   |   | 2            | Jamie Delgado | 3            | 6            | 3            |  |
|  | Phillip Simmonds  | Phillip Simmonds  | Phillip Simmonds  | 6           | 7           |  |  |               |                  |                  | Phillip Simmonds | 6             | 1 | 6 |              |               |              |              |              |  |
|  | Andrew Piotrowski | Andrew Piotrowski | Andrew Piotrowski | 4           | 65          |  |  |               | Phillip Simmonds | Phillip Simmonds | 6                | 7             |   |   |              |               |              |              |              |  |
|  | 8                 | Rohan Bopanna     | Rohan Bopanna     | 6           | 6           |  |  | 8             | Rohan Bopanna    | Rohan Bopanna    | 3                | 63            |   |   |              |               |              |              |              |  |
|  |                   | Trevor Spracklin  | Trevor Spracklin  | 0           | 3           |  |  |               |                  |                  |                  |               |   |   |              |               |              |              |              |  |

### Sezione 3
|  | Primo turno        | Primo turno        | Primo turno     | Primo turno | Primo turno |  |  | Secondo turno   | Secondo turno      | Secondo turno | Secondo turno  | Secondo turno  |   |    | Ultimo turno | Ultimo turno  | Ultimo turno  | Ultimo turno | Ultimo turno |  |
|  |                    |                    |                 |             |             |  |  |                 |                    |               |                |                |   |    |              |               |               |              |              |  |
|  |                    |                    |                 |             |             |  |  |                 |                    |               |                |                |   |    |              |               |               |              |              |  |
|  |                    |                    |                 |             |             |  |  | 3               | Nathan Healey      | 5             | 6              | 6              |   |    |              |               |               |              |              |  |
|  | Huntley Montgomery | Huntley Montgomery | 6               | 6           | 6           |  |  |                 | Huntley Montgomery | 7             | 0              | 3              |   |    |              |               |               |              |              |  |
|  | Lester Cook        | Lester Cook        | 2               | 7           | 3           |  |  |                 |                    |               |                |                |   |    | 3            | Nathan Healey | Nathan Healey | 6            | 7            |  |
|  | Damisa Robinson    | Damisa Robinson    | Damisa Robinson | 6           | 6           |  |  |                 |                    |               | Tyler Hochwalt | Tyler Hochwalt | 2 | 62 |              |               |               |              |              |  |
|  | Joshua Olivas      | Joshua Olivas      | Joshua Olivas   | 1           | 1           |  |  | Damisa Robinson | Damisa Robinson    | 4             | 6              | 1              |   |    |              |               |               |              |              |  |
|  |                    | Tyler Hochwalt     | 6               | 3           | 7           |  |  | Tyler Hochwalt  | Tyler Hochwalt     | 6             | 3              | 6              |   |    |              |               |               |              |              |  |
|  | 7                  | Horia Tecău        | 3               | 6           | 5           |  |  |                 |                    |               |                |                |   |    |              |               |               |              |              |  |

### Sezione 4
|  | Primo turno       | Primo turno       | Primo turno       | Primo turno | Primo turno |  |  | Secondo turno | Secondo turno        | Secondo turno | Secondo turno | Secondo turno |   |   | Ultimo turno | Ultimo turno         | Ultimo turno | Ultimo turno | Ultimo turno |  |
|  |                   |                   |                   |             |             |  |  |               |                      |               |               |               |   |   |              |                      |              |              |              |  |
|  |                   |                   |                   |             |             |  |  |               |                      |               |               |               |   |   |              |                      |              |              |              |  |
|  |                   |                   |                   |             |             |  |  | 4             | Sébastien de Chaunac | 6             | 5             | 6             |   |   |              |                      |              |              |              |  |
|  | Phillip King      | Phillip King      | Phillip King      | 6           | 6           |  |  |               | Phillip King         | 1             | 7             | 3             |   |   |              |                      |              |              |              |  |
|  | Treat Conrad Huey | Treat Conrad Huey | Treat Conrad Huey | 4           | 1           |  |  |               |                      |               |               |               |   |   | 4            | Sébastien de Chaunac | 6            | 62           | 4            |  |
|  | Scott Oudsema     | Scott Oudsema     | 63                | 6           | 6           |  |  |               |                      | 5             | Robert Smeets | 4             | 7 | 6 |              |                      |              |              |              |  |
|  | Jaymon Crabb      | Jaymon Crabb      | 7                 | 4           | 1           |  |  |               | Scott Oudsema        | Scott Oudsema | 5             | 4             |   |   |              |                      |              |              |              |  |
|  |                   |                   |                   |             |             |  |  | 5             | Robert Smeets        | Robert Smeets | 7             | 6             |   |   |              |                      |              |              |              |  |
|  |                   |                   |                   |             |             |  |  |               |                      |               |               |               |   |   |              |                      |              |              |              |  |